# Lardals kommun
Lardals kommun (norska: Lardal kommune) var en tidigare kommun i Vestfold fylke i Norge. Den gränsade i norr mot Kongsbergs kommun, i nordost mot Hofs kommun, i öst mot Re och Sandefjords kommuner, i söder mot Larviks kommun, och i väst mot Siljans kommun i Telemark fylke. Centralort var Svarstad, kommunens enda tätort.
Kommunen hade sedan 1992 en bild av en huldra på sitt kommunvapen.
Inom ramen för den pågående norska kommunreformen gick kommunen den 1 januari 2018 upp i Larviks kommun. 

## Gränsjusteringar
1983 och 1987 överfördes obebodda områden från Hedrums kommun.

## Kyrkor
- Styrvolls kyrka är från medeltiden
- Svarstads kyrka är en barockkyrka från 1659
- Hems kyrka är en långkyrka frår 1392
- Krokens bönehuskapell är ett kapell från 1927

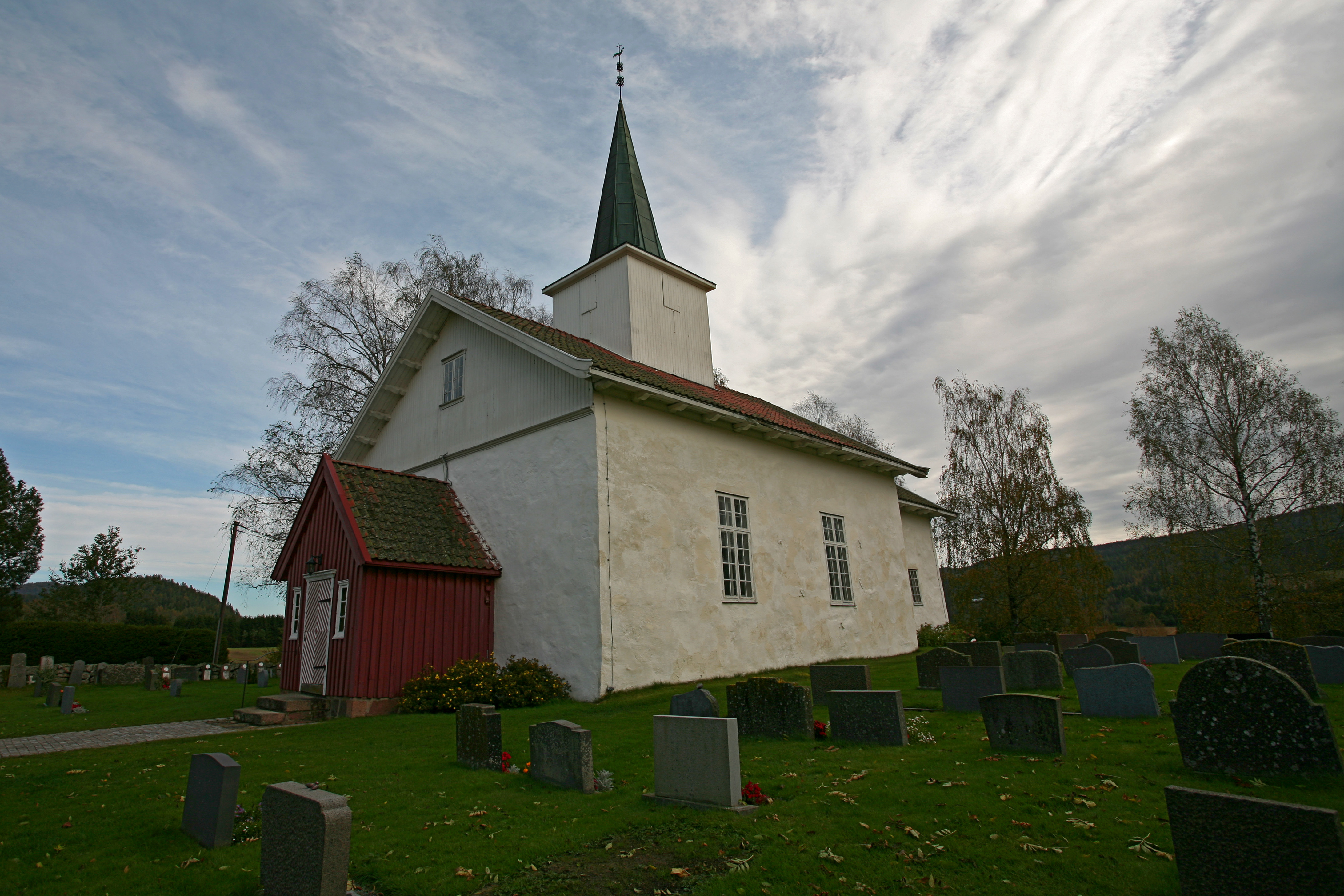
Styrvolls kyrka.
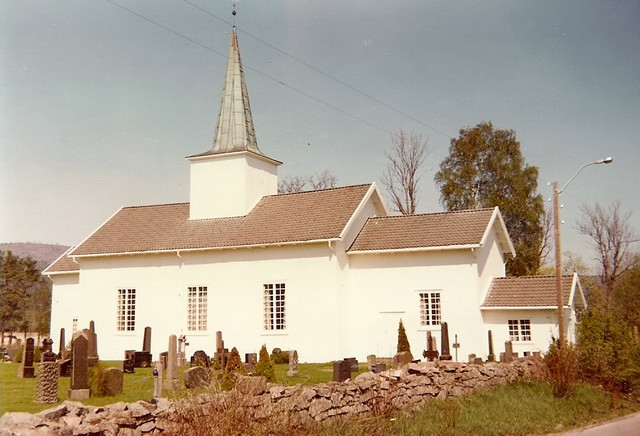
Svarstads kyrka.
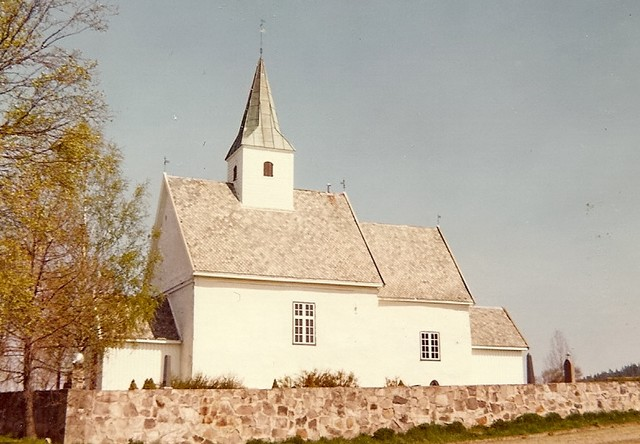
Hems kyrka.